# Гутор Олексій Євгенович
Олексій Євгенович Гутор (нар. 30 березня (11 квітня) 1868, Воронеж — 13 серпня 1938, Москва) — російський і радянський воєначальник, генерал-лейтенант (1914).

## Біографія
Православний. З дворян  Воронезької губернії.
Освіту здобув в 4-му Московському кадетському корпусі (з 10.09.1892 — 3-й). В службу вступив 31 серпня 1886.
В 1889 закінчив Михайлівське артилерійське училище.
Поручник (ст. 10.08. 1893).
В 1895 закінчив  Миколаївську академію Генерального Штабу по першому розряду. Складався при Московському військовому окрузі. З 1 травня 1897 — обер-офіцер для доручень при штабі гренадерського корпусу. Цензове командування ротою відбував у  2-му гренадерському Ростовському полку (14.10. 1898 -29.10. 1899). З 8 квітня 1900 був прикомандирований до Московського військового училища для викладання військових наук. З 20 вересня 1901 — штаб-офіцер для особливих доручень при штабі 12-го армійського корпусу. З 24 листопада 1901 — штаб-офіцер для доручень при штабі Київського військового округу-. З 15 жовтня 1902 — старший ад'ютант штабу Київського ВО. Цензове командування батальйоном відбував в  131-му піхотному Тираспольському полку (01.05.-01.09. 1903).
Під час  російсько-японської війни — начальник штабу 9-ї піхотної дивізії (22.03. 1904 -14.06. 1905). Був поранений.
З 14 червня 1905 — командир  121-го піхотного полку Пензенського. Генерал-майор (ст. 04.11. 1910). З 4 листопада 1910 — командир  лейб-гвардії Московського полку. З 6 березня 1913 — начальник штабу Казанського військового округу.

### Перша світова війна
На базі управління Казанського ВО був сформований штаб 4-ї армії. З 19 липня 1914 начальник штабу 4-ї армії. Генерал-лейтенант (ст. 31.12.1914). З 1 квітня 1915 — начальник 34-ї піхотної дивізії. З 2 березня 1916 — командир  6-го армійського корпусу.
Після  лютневої революції 15 квітня 1917 призначений командувачем 11-ю армією. З 22 травня 1917 — Головнокомандувач арміями  Південно-Західного фронту, де командував червневим наступом (останнім наступом російської армії в Першій світовій війні, який зрештою завершився втратою Росією Галичини і Буковини). З 10 липня 1917 — у розпорядженні Верховного Головнокомандувача. У резерві чинів при штабі Московського ВО (з 06.10.1917).

## Служба в Червоній армії
З серпня 1918 в РСЧА (РККА). З вересня 1918 голова Головної статутної комісії. Викладач Військово-Педагогічних курсів. З травня 1920 член Особливої наради при головнокомандуючому всіма збройними силами Республіки. З серпня 1920 був для доручень при головнокомандуючому по Сибіру. Включено до списків Генштабу РККА від 15.07. 1919 і 07.08.1920.
23 серпня 1920 був заарештований в Омську, відправлений до  Москви і ув'язнений в  Бутирську в'язницю. Звинувачувався у контрреволюційній діяльності. Рішенням президії ГПУ від 11 березня 1922 справа була припинена за недоведеністю звинувачення, і Гутор був звільнений.
З березня 1922 штатний груповий лектор у Військовій Академії. На 01.03. 1923 ст. керівник зі стратегії Військової Академії РККА. З 1927 викладач вищих військово-навчальних закладів РККА зі стратегії та загальної тактики. 01.05. 1931 звільнений зі служби. Помер у Москві.

## Твори
- Фронтальний удар піхотної дивізії, М,, 1936;
- Оборона корпусу на широкому фронті, М., 1939.
- До питання про час народження Олександра Васильовича Суворова. Суворовський збірник. М., 1951. С. 183—190. [Архівовано 25 серпня 2011 у Wayback Machine.]